# Louis Bergeron (ingénieur)
Pour les articles homonymes, voir Louis Bergeron, Louis Bergeron (historien) et Bergeron.
Louis Jean Baptiste Bergeron (né le 10 mars 1876 à Lagnieu et mort le 23 février 1948 aux Houches) était un entrepreneur, ingénieur et inventeur français.

## Biographie
Après des études à l’École des Arts et Métiers d'Aix-en-Provence, il entre en 1900 comme ingénieur et fait carrière dans l'entreprise Farcot à Saint-Ouen, dans une usine de machines à vapeur et de machines électriques de forte puissance. Responsable du département « pompes centrifuges », puis directeur technique de la société (1911), il se met à son compte peu avant la Grande guerre. Brièvement mobilisé en 1914, il est affecté l'année suivante à une usine de production de munitions puis, en 1918, au port de Saint-Nazaire. En 1918, avec Eugène Beaudrey, il cofonde la société Beaudrey-Bergeron, qui plus tard, après une scission avec Beaudrey (1933), devient Bergeron SA, qui fait dorénavant partie d'Alstom.
Bergeron a enseigné l'hydraulique à l’École Centrale (comme professeur adjoint), à l’École supérieure d'électricité et à l’École de Physique et Chimie de Paris.

## Postérité
Partant de l'exposé de Rateau sur les turbomachines, il a systématisé l'usage des courbes caractéristiques dans le dimensionnement des turbopompes. Son héritage est marqué par le calcul graphique des fronts d'onde de pression et de débit dans l'étude des coups de bélier hydraulique dans les réseaux d’adduction d'eau. Il a montré toutes les possibilités de ce type de construction, non seulement dans l'étude des écoulements à surface libre, mais aussi dans l'étude des surtensions électromagnétiques / courants dans les systèmes électriques. Son dernier ouvrage Des coups de bélier en hydraulique aux pics de foudre en électricité publié à titre posthume (1950), est devenu un ouvrage de référence en génie électrique.
En électrotechnique, l'application des « équations de Bergeron » permet de calculer des phénomènes d'ondes progressives dans des conducteurs « longs » par une construction graphique : en particulier, elles permettent de déterminer les surtensions en régime transitoire à la commutation d'un circuit électrique. À la fin des années 1960, l'ingénieur canadien Hermann W. Dommel a intégré numériquement ces « équations de Bergeron » en utilisant une méthode des différences finies pour déterminer les valeurs caractéristiques du courant et de la tension aux nœuds d'un réseau électrique en régime transitoire.

## Publications
- Calcul des charpentes avec des solutions graphiques (1921), éd. Dunod
- Machines hydrauliques (1928), éd. Dunod (881 p.)
- Étude des variations de régime dans les conduites d'eau : solution graphique générale, Revue générale de l'hydraulique, 1935, 22 pages
- Du coup de bélier en hydraulique au coup de foudre en électricité : méthode graphique générale (1950), éd. Dunod, 336 pages
- (traducteur) Carl Pfleiderer, Traité des Pompes Centrifuges (Strömungsmaschinen, 1929), éd. Dunod